# San Giorgio Canavese
Pour les articles homonymes, voir Canavese et San Giorgio.
San Giorgio Canavese (en français Saint-Georges-en-Canavais) est une commune italienne d'environ 3 700 habitants située dans la ville métropolitaine de Turin, dans le Piémont, au Nord-Ouest de l'Italie.

## Géographie

### Lieux-dits et écarts
- Cortereggio (hameau)

### Communes limitrophes
Agliè, Cuceglio, Ozegna, Montalenghe, Orio Canavese, Barone Canavese, Ciconio, Lusigliè, San Giusto Canavese, Caluso, Feletto, Foglizzo

## Économie

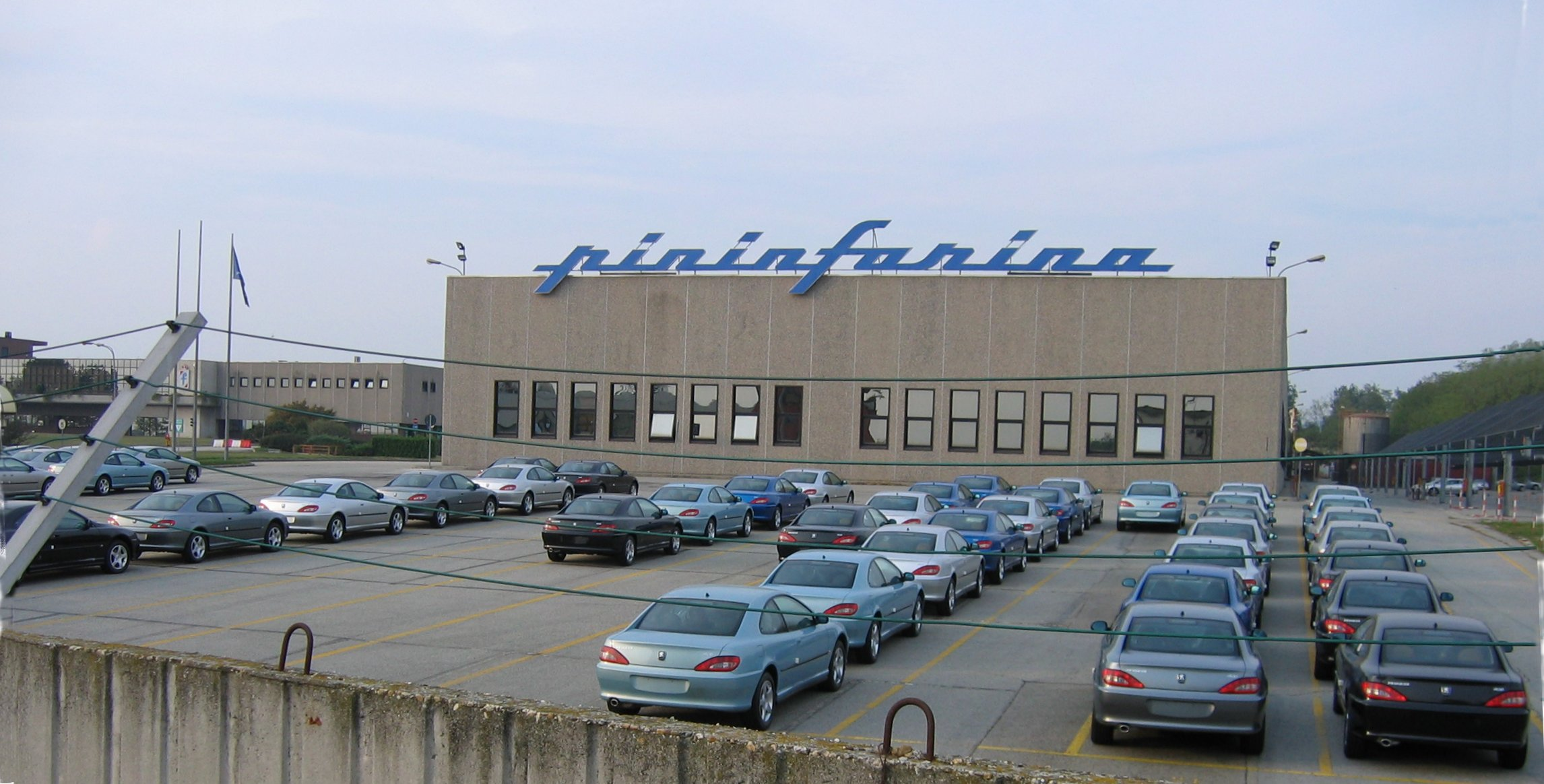
Usine Pininfarina

La ville de San Giorgio Canavese accueille l'usine de production Pininfarina qui a produit de nombreux modèles allant de la Ferrari Testarossa au Peugeot Coupé 406 et plus récemment le projet Bolloré Bluecar. Malheureusement, la crise économique qui débute en 2008 affecte Pininfarina qui accumule de lourdes dettes. La famille Pininfarina doit vendre une partie de ses parts dans l'entreprise et n'est plus actionnaire majoritaire. La situation ne fera que se dégrader et la production automobile doit être abandonnée en 2011 et mène à la fermeture des usines de Grugliasco, Bairo Canavese et San Giorgio.

## Administration

### Liste des maires
| Période                                  | Période  | Identité           | Étiquette | Qualité |
| ---------------------------------------- | -------- | ------------------ | --------- | ------- |
| 14 juin 2004                             | En cours | Guido Massimo Arri | civica    |         |
| Les données manquantes sont à compléter. |          |                    |           |         |

### Jumelages
- Campello sul Clitunno (Italie)

## Personnalités nées à San Giorgio Canavese
- Carlo Giuseppe Guglielmo Botta (1766-1837), historien.
- Giorgio Orsolano (1803-1835), tueur en série[réf. nécessaire].
- Antonio Michela-Zucco (1815-1886), professeur et un inventeur italien.